# Pfeiffer University Men's Volleyball 2015
Questa voce raccoglie le informazioni riguardanti la Pfeiffer University Men's Volleyball nella stagione 2015.

## Organigramma societario
Area direttiva
- Presidente: Bobby Stewart

Area tecnica
- Allenatore: Paul Lawson

## Rosa
| N° | Nome              | Ruolo | Data di nascita  | Nazionalità sportiva | Anno      |
| -- | ----------------- | ----- | ---------------- | -------------------- | --------- |
| 1  | Kevin Ecklund     | L     | 14 aprile 1994   | Stati Uniti          | Junior    |
| 2  | Michael Brewer    | S     | 15 aprile 1991   | Stati Uniti          | Senior    |
| 3  | Harrison Lutz     | P     | 24 giugno 1994   | Stati Uniti          | Junior    |
| 4  | Sonny Hirini      | S     | 14 febbraio 1994 | Nuova Zelanda        | Junior    |
| 5  | Fabio Diniz       | C     | 24 marzo 1993    | Brasile              | Junior    |
| 7  | Evan Blair        | C     | 31 luglio 1995   | Stati Uniti          | Sophomore |
| 8  | Ben Hines         | L     | 24 dicembre 1992 | Stati Uniti          | Senior    |
| 9  | Corbin Keller     | S     | 12 ottobre 1994  | Stati Uniti          | Sophomore |
| 10 | Wyatt Hamilton    | S     | 30 aprile 1993   | Stati Uniti          | Junior    |
| 13 | Jonathan Martínez | S     | 27 ottobre 1993  | Porto Rico           | Junior    |
| 14 | Troy Huntzinger   | L     | 7 settembre 1995 | Stati Uniti          | Freshman  |
| 15 | Jesse Print       | S/O   | 29 gennaio 1996  | Stati Uniti          | Freshman  |
| 16 | Kyle Landrigan    | S     | 1º giugno 1993   | Stati Uniti          | Senior    |
| 17 | Joe Supko         | C     | 7 maggio 1993    | Stati Uniti          | Senior    |
| 19 | David Specian     | P     | 29 marzo 1993    | Stati Uniti          | Senior    |
| 21 | Dan Tynski        | S     | 9 gennaio 1996   | Stati Uniti          | Freshman  |
| 22 | Zach Varnell      | L     | 26 agosto 1992   | Stati Uniti          | Junior    |

## Risultati

### NCAA Division I

#### Final Six
| 5 maggio 2015 - Quarti di finale Maples Pavilion, Stanford | Loyola Chicago | 3 - 0 | Pfeiffer | 25-20, 33-31, 25-15 |

## Statistiche

### Statistiche di squadra
| Competizione                         | Punti | In casa | In casa | In casa | In trasferta | In trasferta | In trasferta | Campo neutro | Campo neutro | Campo neutro | Totale | Totale | Totale |
| Competizione                         | Punti | G       | V       | P       | G            | V            | P            | G            | V            | P            | G      | V      | P      |
| ------------------------------------ | ----- | ------- | ------- | ------- | ------------ | ------------ | ------------ | ------------ | ------------ | ------------ | ------ | ------ | ------ |
| Conference Carolinas NCAA Division I | .840  | 14      | 13      | 1       | 10           | 8            | 2            | 1            | 0            | 1            | 25     | 21     | 4      |
| Totale                               | .840  | 14      | 13      | 1       | 10           | 8            | 2            | 1            | 0            | 1            | 25     | 21     | 4      |

G = partite giocate; V = partite vinte; P = partite perse

### Statistiche dei giocatori
| Giocatore     | Conference Carolinas NCAA Division I | Conference Carolinas NCAA Division I | Conference Carolinas NCAA Division I | Conference Carolinas NCAA Division I | Conference Carolinas NCAA Division I | Totale | Totale | Totale | Totale | Totale |
| Giocatore     | P                                    | PT                                   | AV                                   | MV                                   | BV                                   | P      | PT     | AV     | MV     | BV     |
| ------------- | ------------------------------------ | ------------------------------------ | ------------------------------------ | ------------------------------------ | ------------------------------------ | ------ | ------ | ------ | ------ | ------ |
| E. Blair      | 24                                   | 190                                  | 124                                  | 54                                   | 12                                   | 24     | 190    | 124    | 54     | 12     |
| M. Brewer     | 22                                   | 218                                  | 188                                  | 16                                   | 14                                   | 22     | 218    | 188    | 16     | 14     |
| F. Diniz      | 24                                   | 320                                  | 235                                  | 53                                   | 32                                   | 24     | 320    | 235    | 53     | 32     |
| K. Ecklund    | 24                                   | 1.5                                  | 1                                    | 0.5                                  | 0                                    | 24     | 1.5    | 1      | 0.5    | 0      |
| W. Hamilton   | 10                                   | 75.5                                 | 68                                   | 3.5                                  | 4                                    | 10     | 75     | 68     | 3      | 4      |
| B. Hines      | 4                                    | 0                                    | 0                                    | 0                                    | 0                                    | 4      | 0      | 0      | 0      | 0      |
| S. Hirini     | 21                                   | 296                                  | 255                                  | 29                                   | 12                                   | 21     | 296    | 255    | 29     | 12     |
| T. Huntzinger | 1                                    | 0                                    | 0                                    | 0                                    | 0                                    | 1      | 0      | 0      | 0      | 0      |
| C. Keller     | 5                                    | 2                                    | 2                                    | 0                                    | 0                                    | 5      | 2      | 2      | 0      | 0      |
| K. Landrigan  | 10                                   | 36.5                                 | 32                                   | 4.5                                  | 0                                    | 10     | 36.5   | 32     | 4.5    | 0      |
| H. Lutz       | 8                                    | 4                                    | 0                                    | 3                                    | 1                                    | 8      | 4      | 0      | 3      | 1      |
| J. Martínez   | 25                                   | 345.5                                | 303                                  | 25.5                                 | 17                                   | 25     | 345.5  | 303    | 25.5   | 17     |
| J. Print      | 2                                    | 0.5                                  | 0                                    | 0.5                                  | 0                                    | 2      | 0.5    | 0      | 0.5    | 0      |
| D. Specian    | 23                                   | 66.5                                 | 31                                   | 18.5                                 | 17                                   | 23     | 66.5   | 31     | 18.5   | 17     |
| J. Supko      | 5                                    | 19                                   | 11                                   | 5                                    | 3                                    | 5      | 19     | 11     | 5      | 3      |
| D. Tynski     | 2                                    | 2                                    | 2                                    | 0                                    | 0                                    | 2      | 2      | 2      | 0      | 0      |
| Z. Varnell    | 0                                    | 0                                    | 0                                    | 0                                    | 0                                    | 0      | 0      | 0      | 0      | 0      |

P = presenze; PT = punti totali; AV = attacchi vincenti; MV = muri vincenti; BV = battute vincenti

NB: I muri singoli valgono una unità di punto, mentre i muri doppi e tripli valgono mezza unità di punto; anche i giocatori nel ruolo di libero sono impegnati al servizio